# Seznam danskih filmskih režiserjev
Seznam danskih filmskih režiserjev.

## A
- Carl Alstrup
- Johan Ankerstjerne (snemalec)
- Nikolaj Arcel
- Gabriel Axel (Axel Gabriel Erik Mørch)
- Bille August
- Mehdi Avaz (iranskega rodu)

## B
- Erik Balling
- Boris B. Bertram
- Susanne Bier
- August Blom
- Christoffer Boe

## C
- Henning Carlsen
- Benjamin Christensen (v ZDA Christiansen)
- Theodor Christensen

## D
- Robert Dinesen
- Carl Theodor Dreyer

## F
- Per Fly
- Gert Fredholm
- Louise Friedberg

## G
- Urban Gad (1879–1947)
- Svend Gade (1877–1952)

## H
- Rumle Hammerich
- Scott Hansen (dan.-norv.)
- Astrid in Bjarne Henning-Jensen
- Poul Henningsen
- Esben Højlund
- Forest Holger-Madsen
- Per Holst

## I
- Bodil Ipsen?

## J
- Johan Jacobsen
- Hella Joof

## K
- Palle Kjaerulf-Schmidt
- Louis von Kohl

## L
- Vigg Larsen
- Lau Lauritzen starejši
- Lau Lauritzen mlajši
- Jørgen Leth
- Alfred Lind
- Tobias Lindholm

## M
- Ole Christian Madsen
- Nils Malmors
- Annelise Meineche
- Magnus Millang
- Gustav Möller
- Axel Gabriel Erik Mørch (Gabriel Axel)

## N
- Jesper W. Nielsen
- Lise Nørgaard (1917-2023) scenaristka)

## O
- Alice O´Frederiks
- Lasse Spang Olsen
- Ole Olsen
- Vladimir Oravsky
- Claus Ørsted

## P
- Hlynur Pálmason
- Ole Palsbo

## R
- Rie Rasmussen
- Jens Ravn
- Andres Refn
- Nicolas Winding Refn
- Karl in Jørgen Roos
- Lise Roos
- Annelise Runberg
- Kasper Rune Larsen

## S
- Anders Wilhelm Sandberg
- Lone Scherfig
- Georg Schneevoigt
- Charlotte Sieling
- Martin Skovbjerg Jensen?
- Lasse Spang Olsen
- Paprika Steen
- Kirsten Stenbock
- Henrik Strangeup

## T
- Christian Tafdrup
- Jens Jørgen Thorsen
- Knud Leif Thomsen
- Christian Braad Thomsen?
- Joachim Trier (Norveška)
- Lars von Trier

## V
- Mogens Vemmer
- Thomas Vinterberg

## W
- Maria Walbom